# Carlo Petrini

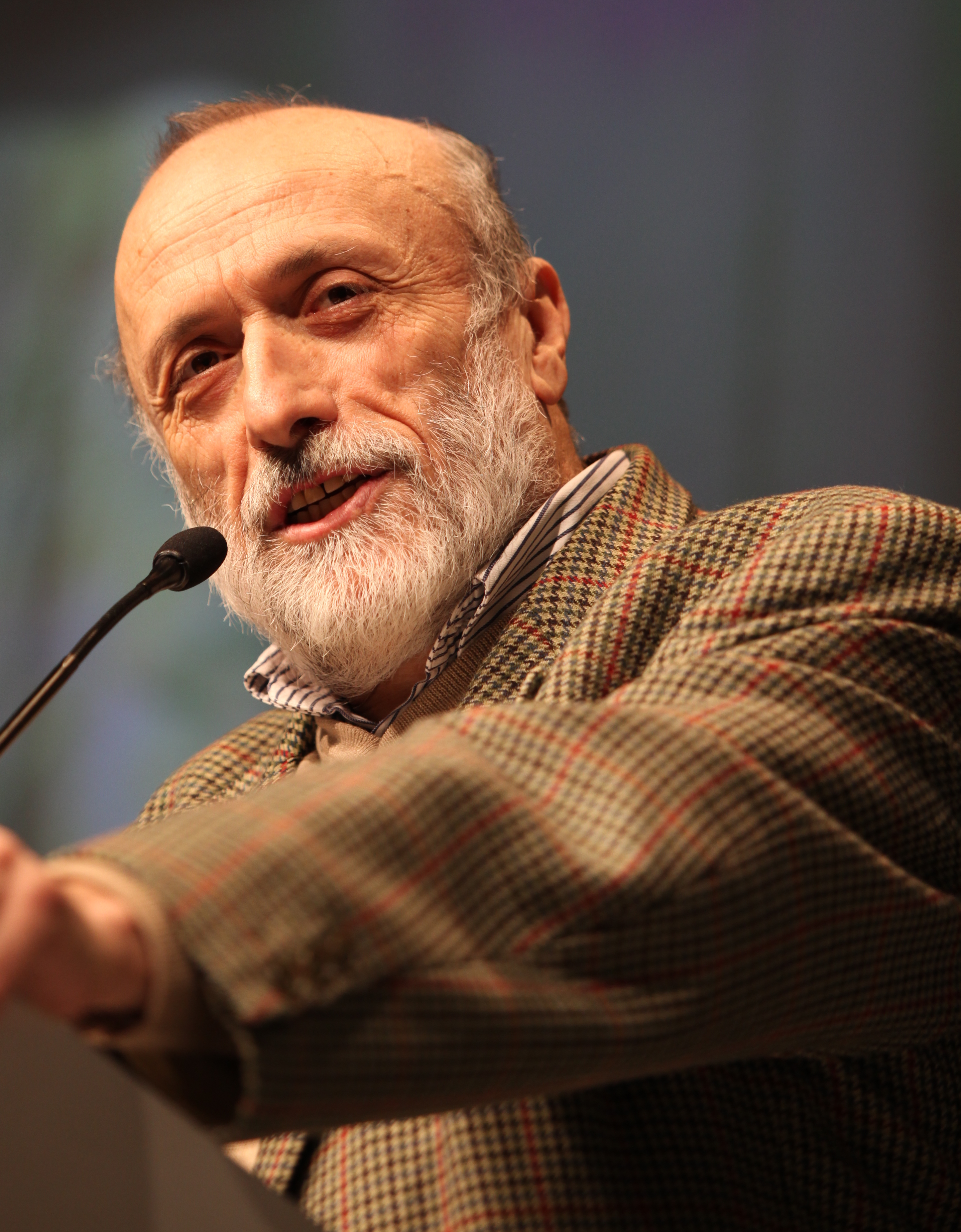
Carlo Petrini

Carlo Petrini (* 22 de junio de 1949 en Bra, Piamonte) es el fundador del movimiento internacional Slow Food.

## Biografía
Tras sus estudios de Sociología en Trento se enroló en la política. Fue uno de los promotores del Gambero Rosso, suplemento mensual del periódico Il Manifesto, desde el ayuntamiento de la ciudad de Bra. Desde 1977 escribe en revistas italianas especializadas en temas gastronómicos.
Petrini fundó la Libera e Benemerita Associazione degli Amici del Barolo («Libre y benemérita sociedad de los amigos de Barolo»), que se transformará en julio de 1986 en Arcigola, colaborando aún regularmente con Gambero Rosso y la revista La Gola. El 9 de diciembre de 1989 presentó en París el movimiento conocido como Slow Food.

## Premios
- 2000: Communicator of the Year Trophy (IWSC, International Wine and Spirit Competition)
- 2002: Premio Sicco Mansholt para el soporte de la agricultura duradera
- 2004: European Hero por el Time Magazine.